# 马克尔科芬
马克尔科芬是德国巴伐利亚州的一个市镇。总面积40.71平方公里，总人口3742人，其中男性1904人，女性1838人（2011年12月31日），人口密度92人/平方公里。